# جورج فيلد (لاعب كريكت)
جورج فيلد (30 سبتمبر 1871 في المملكة المتحدة - 9 يونيو 1942) (بالإنجليزية: George Field)‏ هو لاعب كريكت بريطاني (وحمل سابقاً جنسية المملكة المتحدة لبريطانيا العظمى وأيرلندا).

## وصلات خارجية
- جورج فيلد (لاعب كريكت) على موقع إي آس بي آن كريك إنفو (الإنجليزية)